# Xamari
Xamari (en rus: Шамары) és un poble del krai de Perm, a Rússia, que pertany al districte rural de Bolxessosnovski. El 2010 tenia 17 habitants.